# Синицын, Валентин Евгеньевич
Валенти́н Евге́ньевич Сини́цын (род. 14 ноября 1961, село Елизово, РСФСР, СССР) — советский и российский врач-рентгенолог, радиолог, доктор медицинских наук (1995), профессор (1999). Один из пионеров развития магнитно-резонансной томографии, компьютерной томографии сердца и сосудов в России.
Президент Российского общества рентгенологов и радиологов (с 2016). Директор Европейской школы радиологов, руководитель отдела лучевой диагностики Медицинского научно-образовательного центра МГУ им. М. В. Ломоносова, глава направления лучевой диагностики компании «ПЭТ-Технолоджи» ГК «Мединвестгрупп», президент Европейского конгресса радиологов (ECR), президент Европейского общества по сердечно-сосудистой радиологии (ESCR), президент Конгресса РОРР, региональный директор Европейской школы радиологов (ESOR), руководитель по развитию международного научного партнёрства в Центре диагностики и телемедицины ДЗМ, Москва, почётный член Американской коллегии радиологов (ACR), главный редактор журнала «Digital Diagnostics», член Совета директоров Европейского общества радиологов (ESR), член Европейского общества радиологов (ESR), член Североамериканского общества радиологов (RSNA), член Международного общества радиологов (ISR), лауреат Государственной премии Российской Федерации в области науки и технологий, награждён Золотой медалью Европейского общества радиологов.

## Биография
Родился 14 ноября 1961 года в селе Елизово (с 1975 года город) Камчатской области в семье военнослужащего. Выпускник лечебного факультета 1-го Московского медицинского института (МОЛМИ) им. Сеченова (1984).
Учился в ординатуре, аспирантуре Всесоюзного кардиологического научного центра (ВКНЦ) АМН СССР (1984—1988).
В период с 1989 по 2008 год работал в отделе томографии (с 1989 — младший научный сотрудник, с 1992 — научный сотрудник, с 1996 — старший научный сотрудник, с 2005 — ведущий научный сотрудник) ФГБУ Национального медицинского исследовательского центра кардиологии Министерства здравоохранения Российской Федерации: 

«МРТ в СССР были скорее редкостью и исключением. Медицинские opinion‑лидеры того времени отдавали предпочтение КТ, закупая, как правило, недорогие импортные низкопольные МРТ мощностью до 0,3 Тесла. Хотя уже тогда, например, врачи, занимающиеся диагностикой болезней головного и спинного мозга, сердца, органов брюшной полости и малого таза, понимали, какие преимущества дает этот новый метод в таких исследованиях».— Валентин Синицын, 2015 г.
С 2008 по 2018 год руководил Центром лучевой диагностики ФГАУ Лечебно-реабилитационного центра Министерства здравоохранения Российской Федерации.
В 1989 году защитил кандидатскую, а в 1995 году — докторскую диссертацию по шифрам «лучевая диагностика и терапия» и «кардиология». В 1999 году ему было присвоено звание профессора по кафедре лучевой диагностики и лучевой терапии. С 1998 по 2008 год работал по совместительству профессором кафедры лучевой диагностики и терапии Московской медицинской академии имени И. М. Сеченова.
С 2006 года В. Е. Синицын руководит курсом лучевой диагностики (с 2021 г. — кафедрой лучевой диагностики) Факультета фундаментальной медицины МГУ имени М. В. Ломоносова (ФФМ), с 2009 года является (по совместительству) профессором кафедры лучевой диагностики РМАПО.
С 2016 года избран президентом Российского общества рентгенологов и радиологов (РОРР), в то же время является региональным директором Европейской школы радиологов. Кроме того, руководит отделом лучевой диагностики Медицинского научно-образовательного центра МГУ им. М. В. Ломоносова и является главой направления лучевой диагностики компании «ПЭТ-Технолоджи» ГК «МедИнвестГрупп».
Один из пионеров развития магнитно-резонансной томографии, компьютерной томографии сердца и сосудов в России.
Научно-практические интересы профессора Валентина Синицына охватывают лучевую диагностику болезней сердца и сосудов, лёгких и средостения, органов брюшной полости, болезни почек и предстательной железы. В. Е. Синицын широко известен как специалист в области контрастных средств, телерадиологии, медицинской информатики.
Синицын активно занимается вопросами образования студентов, ординаторов, аспирантов и последипломным обучением врачей. Под его руководством защищены 4 докторские и 37 кандидатских диссертаций.
За заслуги перед отечественным здравоохранением Валентин Евгеньевич Синицын удостоен звания лауреата Государственной премии Российской Федерации в области науки и технологий.

## Должности, звания и достижения
- Президент Российского общества рентгенологов и радиологов (с 2016)[7][12],
- Президент Европейского конгресса радиологов (ECR) (2014)[10],
- Президент Европейского общества по сердечно-сосудистой радиологии (ESCR) (2011—2014)[7][10],
- Президент Конгресса РОРР (2016),
- Региональный директор Европейской школы радиологов (ESOR)[2],
- Руководитель по развитию международного научного партнёрства в Центре диагностики и телемедицины ДЗМ, Москва,
- Почётный член Американской коллегии радиологов (ACR)[7],
- Главный редактор журнала «Digital Diagnostics»[11],
- член Совета директоров Европейского общества радиологов (ESR) (2011—2014)[10],
- член Европейского общества радиологов (ESR)[7][10],
- член СевероАмериканского общества радиологов (RSNA)[7],
- член Международного общества радиологов (ISR)[7],
- Почетный член Сербского общества радиологов[7],
- Почетный член Белорусского общества радиологов[7],
- Почетный член Казахской ассоциации радиологов[7],
- член редколлегии 4 отечественных и 3 международных журналов по лучевой диагностике,
- член двух диссертационных советов по специальности «лучевая диагностика и терапия»,
- автор и соавтор более 590 научных работ в отечественной и зарубежной печати, 13 монографий и 2 учебников по лучевой диагностике[5],
- награждён Золотой медалью Европейского общества радиологов[8],
- Лауреат Государственной премии Российской Федерации в области науки и технологий[1][2][3][4][5][7][8][10][12].

«Он является автором и соавтором 154 публикаций, индексированных и цитируемых в международной базе Scopus, прочел более 300 лекций на научных и учебных мероприятиях в странах  Европы, Азии и Америки. Профессор Синицын внёс огромный вклад во внедрение международных стандартов обучения и преподавания в России. Он организовал перевод и распространение в России международной стандартизованной системы BI-RADS для анализа данных маммография, МРТ и УЗИ молочных желез, а также ряда учебников и руководств по магнитному резонансу, неотложной лучевой диагностике и контрастным средствам = He has authored or co-authored 154 papers, which are all cited in the Scopus database, and has delivered over 300 lectures in Europe and overseas. Prof. Sinitsyn greatly contributed to the implementation of international standards of teaching and training in radiology in Russia. He has organised the translation and promotion of BI-RADS in Russia, as well as textbooks on magnetic resonance, emergency radiology and cardiac imaging».— European Society of Radiology, November 2018

## Семья
- Отец — Синицын Евгений Михайлович (род. 1934) — служил офицером в Советской Армии.
- Мать — Синицына Раиса Григорьевна (1932—2016) — работала учительницей в средней школе.

Жена — Синицына, урождённая Стронгина Мария Григорьевна (род. 1961) — врач, кандидат медицинских наук, работала доцентом Кафедры факультетской терапии № 2 Лечебного факультета МГМУ им. И. М. Сеченова, в настоящее время на пенсии.
- Дочери:
  - Лядова Светлана Валентиновна (род. 1984),
  - Новикова Мария Валентиновна (род. 1988)[13][14].

## Избранные сочинения и некоторые публикации
- Синицын В. Е. Система описания и обработки данных исследования молочной железы [Текст : маммологический атлас : маммография, ультразвуковое исследование, магнитно-резонансная томография] / [науч. ред. пер. Синицын В. Е.]. — М.: Медпрактика-М, 2010. — 464 с.
- Синицын В. Е. Двухэнергетическая компьютерная томография [Текст: спектральная КТ: от теории к практике. Сборник клинических наблюдений] / В. Е. Синицын. — М.: Реал Тайм, 2019. — 129 с. — 500 экз. — ISBN 978-5-903025-74-9.
- Синицын В. Е. Интернет для врача. WWW: медицинская визуализация и кардиология / В. Е. Синицын, Е. А. Тимонина. — М.: Видар, 1998. — 62 с. — (Новые методы визуализации в медицине). — ISBN 5-88429-028-4. Ионизирующие излучения в диагностике — Кибернетика в медицине — Пособие для специалистов Здравоохранение. Медицинские науки — Клинические методы исследования — Инструментальные методы исследования — Кибернетика в медицине — Пособие для специалистов визуальные методы исследования в медицине Вычислительные сети глобальные — Банки данных Медицина — Математические методы
- Синицын В. Е. Интернет в медицине / В. Е. Синицын, Е. А. Тимонина. — М.: Видар, 1999. — 83 с. — (Новые методы визуализации в медицине / Рос. кардиол. науч.-произв. комплекс МЗ. Моск. мед. акад. им. И. М. Сеченова). — ISBN 5-88429-048-9.
- Синицын В. Е. Магнитная резонансная томография при заболеваниях сердца и сосудов: автореферат дис. ... доктора медицинских наук: 14.00.06; 14.00.19 / В. Е. Синицын. — М.: Реал Тайм, 1995. — 54 с. Кардиология Лучевая диагностика, лучевая терапия
- Синицын В. Е. Магнитно-резонансная томография: учебное пособие для системы послевузовского профессионального образования врачей Магнитно-резонансная томография: учебное пособие для системы послевузовского профессионального образования врачей / В. Е. Синицын, Д. В. Устюжанин; под ред. С. К. Тернового. — М.: ГЭОТАР-Медиа, 2008. — 202 с. — ISBN 978-5-9704-0835-3. Биологические науки — Эмбриология, анатомия и гистология человека — Анатомия человека — Методика и техника научно-исследовательской работы — Физические и физико-химические методы — Магнитно-резонансная томография — Атлас Здравоохранение. Медицинские науки — Медицинская радиология и рентгенология — Лучевая диагностика — Рентгенодиагностика — Ядерная спектроскопия (ядерно-магнитный резонанс) — Атласы магнитно-резонансная томография
- Аляев Ю. Г. Магнитно-резонансная томография в урологии: [монография] / Ю. Г. Аляев, В. Е. Синицын, Н. А. Григорьев. — М.: Практическая медицина, 2005. — 270 с. — ISBN 5-98811-003-7.[к. 1]. Здравоохранение. Медицинские науки — Урология — Лучевая диагностика — Пособие для специалистов магнитно-резонансная томография
- Ардашев А. В. Обследование и рентгенохирургическое лечение больных после операции аортокоронарного шунтирования : [монография] / А. В. Ардашев, Л. С. Коков, В. Е. Синицын. — М.: Медпрактика-М, 2007. — 191 с. — ISBN 978-5-98803-076-8. Здравоохранение. Медицинские науки — Хирургия — Грудная хирургия — Хирургическая патология сердечно-сосудистой системы — Хирургическое лечение врожденных пороков сердца — Пособие для специалистов
- Терновой С. К. Лучевая диагностика и терапия: в двух томах: для студентов медицинских вузов / С. К. Терновой, А. Ю. Васильев, В. Е. Синицын. — М.: Медицина, 2008. Здравоохранение. Медицинские науки — Медицинская радиология и рентгенология — Лучевая диагностика — Лучевая терапия — Учебник для высшей школы
- Синицын В. Е. Ушёл из жизни наш коллега, Шириншо Шириншоевич Шотемор. Российское Общество Рентгенологов и Радиологов. Russian-radiology.ru (6 июня 2020). — «Прожил долгую, трудную и интересную жизнь, <…> был очень скромным человеком, не имел высоких научных званий, но он был очень известным и уважаемым врачом, что гораздо важнее. Его любили и уважали за его высокий профессионализм, трудолюбие и доброжелательность. <…> был широко известен в СССР и России из-за его многолетней преподавательской и просветительской деятельности, много переводил. В частности, Шириншо Шириншоевич был переводчиком знаменитой книги «Спиральная и мультиспиральная компьютерная томография» под ред. М. Прокопа, которая долгие годы была и остаётся настольным руководством по КТ для многих врачей. Как учитель и наставник, он вырастил и воспитал множество врачей-рентгенологов, которые всегда вспоминают о нём с любовью и благодарностью». Дата обращения: 26 января 2021.
- Синицын В. Е. Некоторые публикации. — Российская государственная библиотека.
- Синицын В. Е. Некоторые публикации. — Российская национальная библиотека.
- Синицын В. Е. Некоторые публикации. — Российский индекс научного цитирования.
- Синицын В. Е. = Sinitsyn V. Некоторые публикации (англ.). PubMed. NCBI, U.S. Pubmed.ncbi.nlm.nih.gov.
- Синицын В. Е. = Valentin Sinitsyn. Некоторые публикации (англ.). — WorldCat[к. 2].

### Комментарии
1. ↑  В монографии детально описываются особенности клинического использования магнитно-резонансной томографии (МРТ) для диагностики широкого спектра урологических заболеваний.
2. ↑  Крупнейшая в мире электронная база данных библиографической литературы (в том числе работы автора: Синицын Валентин Евгеньевич лат. Valentin Sinitsyn ), имеющая свыше 240 миллионов записей всех видов произведений на 470 языках — основывается совместными усилиями более чем 72 тысяч библиотек 170 стран мира.